# Portada/article març 30

## Francisco de Goya y Lucientes
Francisco de Goya y Lucientes (Fuendetodos, Saragossa, 30 de març del 1746 – Bordeus, França, 15 d'abril del 1828) fou un pintor i gravador aragonès. La seva obra comprèn la pintura de cavallet i mural, el gravat i el dibuix. En totes aquestes facetes va desenvolupar un estil que inaugura el romanticisme. La seva contribució representa també el començament de la pintura contemporània, i se'l considera un precursor de les avantguardes pictòriques del segle xx.
La seva obra reflecteix el convuls període històric en què va viure, particularment per les conseqüències de la Guerra de la Independència Espanyola (Guerra del Francès), de la qual ha quedat la sèrie d'estampes Els estralls de la guerra. Cal destacat també la famosa pintura La maja nua.